# For You (Prince)
For You è l'album di debutto del cantante e artista statunitense Prince, pubblicato nel 1978 dalla Warner Bros. Il disco riporta la classica dicitura che campeggia sugli album dell'artista: "Written, composed, performed, and recorded by Prince" (scritto, composto, eseguito e registrato da Prince).

## Descrizione
L'album si apre con la titletrack a cappella che dice: "All of this and more is for you. With love, sincerity and deepest care, my life with you I share." (Tutto ciò e anche altro è per te/voi. Affettuosamente, sinceramente e con grandissima cura, condivido la mia vita con te/voi.), che fa presagire l'idea di Prince di scegliere la sola musica piuttosto che le interviste come modo per parlare ai suoi fans. La seconda traccia è una canzone disco, In Love, dove vi è la metafora "I just want to bathe in your river." (Voglio bagnarmi nel tuo fiume). Segue l'unica hit dell'album Soft and Wet, che arrivò al 12º posto nella classifica R&B dell'epoca. Il lato A dell'album si conclude con Crazy You e Just as Long as We're Together. Le canzoni sono un primo esempio del futuro stile di Prince di miscelare testi sensuali e musiche pop, funk e R&B.
Il lato B dell'album si apre con Baby, una ballata che parla di una nascita non voluta, ma non in maniera negativa. Una parte della musica di questa canzone fu usata in I Hate U del 1995. Segue una canzone pop-disco (My Love Is Forever), una canzone acustica (So Blue) e si chiude con I'm Yours. Quest'ultima è l'unica traccia interamente rock dell'album.
For You è chiaramente un tentativo di Prince di fare apprezzare subito la sua poliedricità. Difatti nei credits dell'album egli suona ben 23 strumenti musicali. L'album è stato prodotto usando il triplo dei soldi messi a disposizione all'inizio. Difatti il successivo album (Prince del 1979) ha dovuto contenere molte hit per recuperare lo squilibrio finanziario.

## Accoglienza
In un'enciclopedia del rock, For You e il seguente Prince (1979) sono considerati "ingenui e frammentari" ma darebbero un'idea della complessa personalità dell'artista grazie alla loro fusione di R&B, funk, rock e psichedelia. For You avrebbe inoltre venduto cinquecentomila copie.

## Tracce
Tutte le tracce sono scritte da Prince, salvo dove indicato.
1. For You – 1:06
2. In Love – 3:38
3. Soft and Wet – 3:01  (Chris Moon, Prince)
4. Crazy You – 2:17
5. Just as Long as We're Together – 6:24
6. Baby – 3:09
7. My Love Is Forever – 4:09 (scritta con Chris Moon, ma non indicato nei credits)
8. So Blue – 4:26
9. 'm Yours – 5:0